# (23990) Springsteen
(23990) Springsteen (1999 RM1) – planetoida z pasa głównego asteroid okrążająca Słońce w ciągu 3,26 lat w średniej odległości 2,2 j.a. Została odkryta 4 września 1999 roku i nazwana na cześć wokalisty i kompozytora Bruce'a Springsteena, którego muzyka była słuchana przez astronomów w nocy odkrycia planetoidy.